# کارل بیستون
کارل بیستون (انگلیسی: Carl Beeston؛ زادهٔ ۳۰ ژوئن ۱۹۶۷) بازیکن فوتبال اهل بریتانیا است.
از باشگاه‌هایی که در آن بازی کرده‌است می‌توان به باشگاه فوتبال استوک سیتی، باشگاه فوتبال ساوتند یونایتد، باشگاه فوتبال استافورد رانجرز، و باشگاه فوتبال هرفورد یونایتد اشاره کرد.
وی همچنین در تیم ملی فوتبال زیر ۲۱ سال انگلستان بازی کرده‌است.